# Gordon Brook-Shepherd
Gordon Brook-Shepherd CBE (* 24. März 1918 in Nottingham; † 24. Januar 2004 in London) war ein britischer Historiker und Journalist, der durch seine Veröffentlichungen über die Geschichte Mittel- und Osteuropas – besonders den Untergang des Habsburgerreichs – bekannt wurde.

## Leben und Werk
Brook-Shepherd studierte Geschichte an der Universität Cambridge und arbeitete während des Zweiten Weltkrieges für den britischen Geheimdienst als Verbindungsoffizier zu Widerstandskreisen in Mitteleuropa. Nach dem Krieg war er mehrere Jahre Besatzungsoffizier in Wien, wo er auch seine spätere Frau, eine österreichische Aristokratin, kennenlernte. Anschließend arbeitete er als Journalist für den Daily Telegraph und den Sunday Telegraph, dessen stellvertretender Chefredakteur er später wurde.
Brook-Shepherd verfasste einige Biografien über Mitglieder des Hauses Habsburg, unter anderem Kaiser Karl, Kaiserin Zita und Otto von Habsburg, wobei er eine tendenziell positive Haltung zur Monarchie einnahm. In weiteren Veröffentlichungen beschäftigte er sich u. a. mit dem Anschluss 1938, dem Machthaber der Zwischenkriegszeit Engelbert Dollfuß und der Geschichte des britischen Geheimdienstes.
1987 wurde er für Verdienste um Geschichtsschreibung und Journalismus mit dem Order of the British Empire ausgezeichnet.